# Nowaja Soroczina
Nowaja Soroczina (ros. Новая Сорочина) – wieś (ros. деревня, trb. dieriewnia) w zachodniej Rosji, w sielsowiecie małołokniańskim rejonu sudżańskiego w obwodzie kurskim.

## Geografia
Miejscowość położona jest nad rzeką Małaja Łoknia, 16 km od granicy z Ukrainą, 3 km od centrum administracyjnego sielsowietu małołokniańskiego (Małaja Łoknia), 19 km od centrum administracyjnego rejonu (Sudża), 79 km od Kurska.

## Demografia
W 2010 r. miejscowość zamieszkiwały 24 osoby.